# Kovtunove, Șostka
Kovtunove (în ucraineană Ковтунове) este localitatea de reședință a comunei Kovtunove din raionul Șostka, regiunea Sumî, Ucraina.

## Demografie
Componența lingvistică a localității Kovtunove
     Ucraineană (94,5%)
     Rusă (5,5%)
Conform recensământului din 2001, majoritatea populației localității Kovtunove era vorbitoare de ucraineană (94,5%), existând în minoritate și vorbitori de rusă (5,5%).